# 峨热竹
峨热竹（学名：Bashania spanostachya）为禾本科巴山木竹属下的一个种。

## 扩展阅读
- 維基物種上的相關：峨热竹